# Акколь (городская администрация)
Городска́я администра́ция Акко́ль, или го́род Акко́ль (каз. Ақкөл қаласы әкімдігі; Ақкөл қаласы) — административная единица в составе Аккольского района Акмолинской области.
Административный центр — город Акколь.

## География
Административно-территориальное образование расположено в западной части Аккольского района. В состав администрации входит 4 населённых пункта.
Граничит с землями административных единиц:
- Буландынский район — на севере,
- Кенесский сельский округ — на востоке,
- Енбекский сельский округ — на юге,
- Урюпинский сельский округ — на западе,
- Наумовский сельский округ — на северо-западе.

Территория администрации расположена на северных окраинах казахского мелкосопочинка. Рельеф местности представляет собой в основном равнины с малыми возвышенностями в местах и с большими лесными массивами. Средняя высота администрации — около 380 метров над уровнем моря.
Гидрографическая сеть округа представлена озёрами — Акколь, Банап, Кандикколь и другими.
Климат холодно-умеренный, с хорошей влажностью. Среднегодовая температура воздуха отрицательная и составляет около -3,2°С. Среднемесячная температура воздуха в июле достигает +19,3°С. Среднемесячная температура января составляет около -15,2°С. Среднегодовое количество осадков составляет около 420 мм. Основная часть осадков выпадает в период с июня по август.
Через территорию администрации с юга на север проходит автодорога республиканского значения — А-1 (Нур-Султан — Петропавловск). 
Проходит Трансказахстанская железнодорожная магистраль, имеется станция «Ак-Куль».

## История
В 1989 году существовал как — Алексеевский горсовет.
В периоде 1991—1998 годов:
- горсовет был преобразован в городскую администрацию в соответствии с реформами административно-территориального устройства Республики Казахстан — тем самым образовав на базе горсовета городской акимат;
- в связи с Указом Президента Республики Казахстан от 14 ноября 1997 года № 3759 «О переименовании отдельных административно-территориальных единиц Акмолинской области и изменении их транскрипции»[2] — после переименования административного центра административно-территориальной единицы 3-го уровня города Алексеевка в город Акколь — её наименование также было непосредственно переименовано;
- село Ерназар было передано в подчинение городской администрации из Урюпинского сельского округа.

Постановлением акимата Акмолинской области от 14 декабря 2018 года № А-12/547 и решением Акмолинского областного маслихата от 14 декабря 2018 года № 6С-27-17 «О переименовании населенных пунктов Аккольского района Акмолинской области»:
- село Алексеевский лесхоз было переименовано в Аккол орман шаруашылыгы.

## Населения
| Численность населения | Численность населения | Численность населения |
| 1989                  | 1999                  | 2009                  |
| --------------------- | --------------------- | --------------------- |
| 19 874                | ↘16 493               | ↘14 815               |

## Состав
| № | Населённый пункт        | Тип населённого пункта        | Население, 1989 | Население, 1999 | Население, 2009 |
| - | ----------------------- | ----------------------------- | --------------- | --------------- | --------------- |
| 1 | Акколь                  | город, административный центр | 19 664          | 15 682          | 14 217          |
| 2 | Аккол орман шаруашылыгы | село                          | -               | 484             | 353             |
| 3 | Ерназар                 | село                          | 210             | 167             | 99              |
| 4 | Радовка                 | село                          | -               | 160             | 146             |